# Berteaucourt-les-Dames
Berteaucourt-les-Dames là một xã ở tỉnh Somme, vùng Hauts-de-France, Pháp.
Thị trấn này tọa lạc tại giao lộ của các đường D12 và D57, giữa Amiens và Abbeville.

## Dân số
| 1962                                                           | 1968 | 1975 | 1982 | 1990 | 1999 |
| -------------------------------------------------------------- | ---- | ---- | ---- | ---- | ---- |
| 1092                                                           | 1149 | 1067 | 1044 | 1116 | 1109 |
| Số liệu điều tra dân số từ năm 1962, dân số không tính hai lần |      |      |      |      |      |